# Свято-Покровська церква (Македони)
Свято-Покровська церква — православний (УПЦ МП) храм у селі Македони Миронівського району Київської області.

## Історія храму
За словами Лаврентія Похилевича, храм у Македонах існував «з давніх віків». Церква-попередниця сучасного храму була споруджена 1729 року з дубового дерева. З 1732 року священиком у ній був Семен Красовський. 1741 року до парафії належало 70 дворів у Македонах, 10 — у Малих Прицьках, 15 — у Миколаївці та 30 — у Тулинцях. 1758 року церкву було відремонтовано, про що свідчив напис на церковному одвірку. Церква належала до 5 класу, біля неї існувало кладовище із давніми кам'яними хрестами та стовпами із написами, згладженими часом.
Черговий ремонт храму було здійснено 1866 року силами парафіян.
1882 року кількість парафіян становила 1205 чоловіків та 1249 жінок, також у селі було 20 католиків та 23 євреї. Церква належала до 5 класу, маючи трохи більше 37 десятин землі. До парафії належало село Малі Прицьки. Настоятелем тоді був Лука Козачковський.
1903 року настоятелем храму було призначено 33-річного Віктора Дмитровича Солуху (1870 — після 1930-х). Йому судилося стати будівничим нової церкви. Стара церква була занепалою, тож 1904 року новий настоятель закладає у селі новий великий цегляний храм — рідкість для тогочасного села. 1910 року було завершено будівництво церкви, її було освячено і з 1911 року у храмі проходили богослужіння. Храм було збудовано із якісної жовтої цегли.  Архітектурно храм був типовим для того часу — псевдоросійський (синодальний) стиль із елементами неовізантійського. Вхід прикрасила велика дзвіниця.
1913 року кількість парафіян нового храму становила 1299 чоловіків та 1330 жінок..
Доля храму та настоятеля Віктора Солухи початково складалася щасливо. Відомо, що з часів депутатства у Державній думі він був другом більшовика Григорія Петровського, тому продовжував правити у церкві аж до 1930-х років. Сам храм діяв навіть у найважчі для церкви 1930-1940-і роки.
Останню службу у храмі було проведено на Великдень 1963 року, а 1964 року храм було закрито. У церкві було влаштовано зерновий склад, що вкрай негативно позначилося на стані споруди. Вже у травні 1974 року завалився купол. 1983 року було замуровано вікна храму. На щастя, зовнішні стіни храму практично не зазнали руйнації.
1992 року в Македонах відродилася православна громада, розпочалася реставрація храму. Нині самі служби здійснюються у пристосованому приміщенні неподалік старої церкви. 8 липня 2014 року розпочато роботи з реставрації дзвіниці храму і вже за чотири місяці дзвіниця була відреставрована, встановлено хрест. 7 серпня 2015 року закінчено роботи по реставрації східців до центрального входу храму. Реставрація храму триває.
Храм потребує пам'яткоохоронного статусу.